# Чхуме (гевог)
Чхуме  — гевог (села) дзонгхагу Бумтанг, Бутан.